# 三船久藏

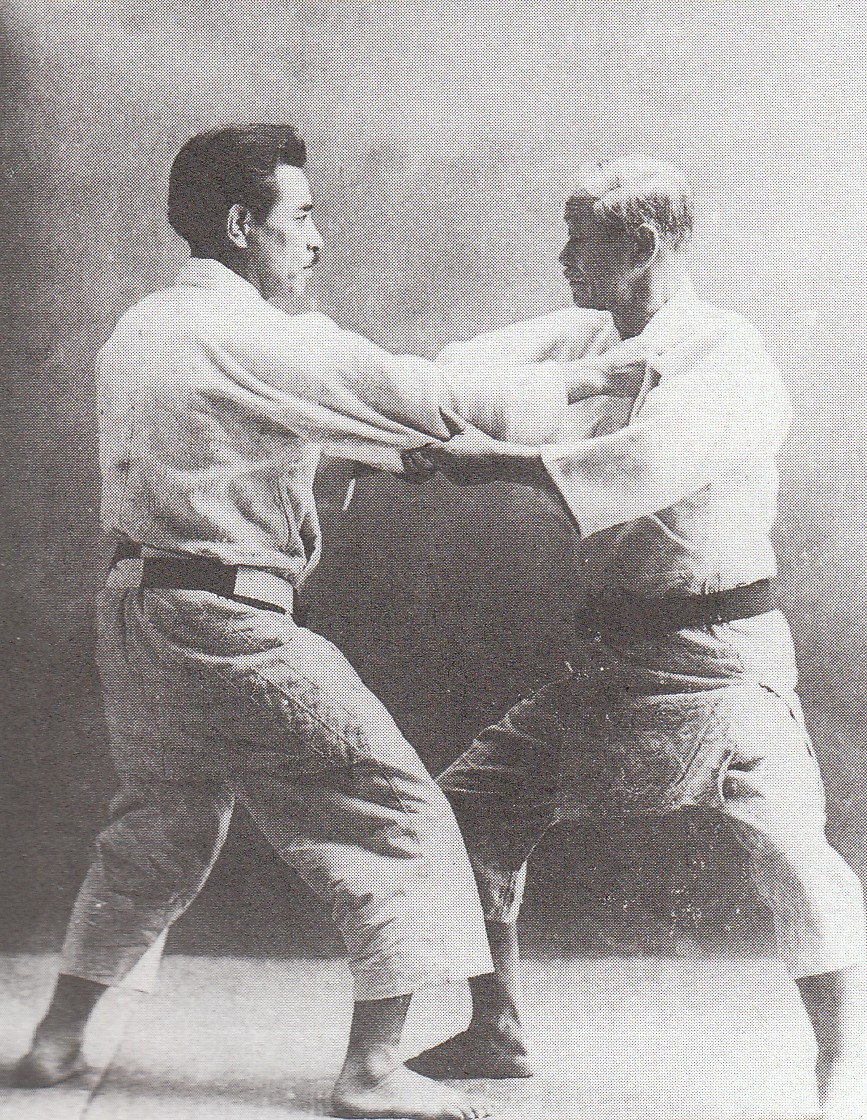
三船久藏(左)嘉納治五郎(右)

三船久藏（1883年4月21日—1965年1月27日）是日本知名的柔道家，他與柔道創始人嘉納治五郎被譽為史上兩大最偉大的柔道家。三船同時也被認為是技巧最高超的柔道家，有所謂理論的嘉納，實踐的三船。

## 生平
三船久藏生於岩手縣久慈市，13歲進入中學時第一次接觸柔道。之後來到東京，進入早稻田大學就讀，同時也加入講道館學習柔道。當時入門講道館須經嘉納治五郎面試，並簽署一份生死狀。
三船久藏入門講道館時，並不認識裡面的任何師傅，最後他挑選有鬼橫山之稱的橫山作次郎做為指導師傅。橫山作次郎以其快速且充滿威力的風格聞名於日本柔道界，他的絕技天狗摔被譽為柔道史上最大祕技。
1903年，三船久藏得到允許，正式拜進講道館的門下。但之後他的父親發現他練習柔道的時間，遠比唸書還要來的多，一氣之下斷絕經濟來源。之後三船久藏便開始找工作，獨立生活，先後做過媒體工作者、推銷員。
15個月之後，三船久藏拿到講道館黑帶一段，四個多月後又拿到二段。藉由迅速且充滿威力的風格，三船久藏很快打出名號，在講道館舉辦的比賽中很少嚐到敗績。
1912年，三船久藏已是柔道六段且身兼講道館指導師傅。30歲時，他的父親在故鄉為他挑選了一名女子，於是三船久藏回到家鄉舉行婚禮。而這也是自他來到東京後，第二次回到家鄉。
之後，三船久藏評價愈來愈高。40歲時，三船接受一名由相撲轉戰摔角的摔角選手挑戰。但三船久藏用絕招 空氣摔打敗了這名摔角手。這名摔角手身高6呎，體重240磅，相形之下，三船只有5.2呎，100磅。
1937年，嘉納治五郎授予三船九段頭銜，隔年嘉納治五郎過世，三船成為最具有影響力的柔道師傅。但學生對於三船多所抱怨，例如三船非常囉唆且脾氣暴躁；1954年5月25日，三船成為第四名晉升十段的柔道家；1956年，三船寫了一本關於柔道的著作柔道的戒律，內容包含柔道歷史、哲學、技術，至今仍是非常實用的書籍。
三船對戰後柔道，影響非常深遠。他的技巧是講道館中最優雅的。充滿活力且如流水般的風格，也成為現今運動柔道發展的依據。有人評論，講道館時期的柔道遠比現在的柔道暴力，主要就是受到三船的影響。
第二次世界大戰是講道館的一大衝擊，戰爭召集令與戰後禁武令，使講道館產生很大的年齡斷層。
1964年，雖然三船已罹患鼻咽癌，但仍然接下東京奧運柔道競技委員會委員一職；同年12月，三船因病情嚴重，入院治療；1965年1月27日，三船病逝於醫院。

## 外部連結
- 三船十段紀念館